# 3488 Brahic
3488 Brahic eller 1980 PM är en asteroid i huvudbältet som upptäcktes den 8 augusti 1980 av den amerikanske astronomen Edward L.G. Bowell vid Anderson Mesa Station. Den är uppkallad efter den franske astronomen André Brahic.
Asteroiden har en diameter på ungefär 5 kilometer och den tillhör asteroidgruppen Eunomia.